# Paten

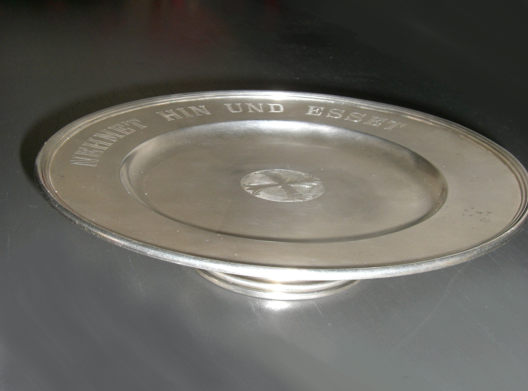
Paten från en evangelisk kyrka

Paten (av latin patena ’tallrik’) är en oblattallrik för nattvarden. I den grekisk-ortodoxa kyrkan är den försedd med fot och kallas diskos.